# Терес I
Терес I (старогрчки: Τήρης, Teres; владао ±490 — ±464. п. н. е.) је, према речима Тукидида, „био први који је створио велико краљевство Одриса“, објединивши велики број трачких племена, створивши војску и успоставивши економске и политичке везе са суседима.
Преко Тукидида такође сазнајемо да је и пре Тереса племенска заједница имала своје „владаре“ (свакако не у смислу василевса), ако бисмо их тако могли назвати. Међутим, та држава није настала преко ноћи, њен процес стварања био је изазито сложен, трајао је дуго и бивао излаган утицајима са стране (Грчка, Исток) али исто тако имао у себи нешто оригинално што га чинило засебним у односу на остале народе (пре свега ту се мисли на Грке). Ступањем Тереса на политичку сцену он је учвршћен. Осим тога, за његова владања држава се проширила на нове области, ступивши напослетку у контакт са скитским живљем.
Он је вешто искористио поход персијског цара Дарија I преко источне Тракије, Старе планине и Дунава вођен 519/514/512(?) п. н. е. против Скита. Наиме, након што се „цар над царевима“ у немогућности да покори Ските и тиме учврсти северну границу повукао на југ у своју базу у близини Мраморног мора и Босфора, Терес се дао у запоседање широког пространства североисточно од Хумуса, које су за собом оставили Персијанци бежећи пред Скитима. Исто тако, и победнички Скити су се упустили у покоравање истог. Дошавши без икаквих тешкоћа до ушћа Дунава, изазвали су Трачане да бурно реагују и крену ка североистоку кроз ослобођену територију. Међутим, место да се бију једни с другима и тиме одлуче границе, прибегли су преговорима, који су се завршили тако што је прихваћено да се за границу узме Дунав. Не би ли овај споразум добио на већој важности, склопљен је династички брак између једне од Тересових ћерки и скитског владара Аријапита. За време ових збивања дошло је до припајања Гета, у којима су Одриси нашли ваљане савезнике који су им штитили северне границе од евентуалног упада са стране.
Падом Сеста 478. п. н. е., последњег персијског утврђења на тлу Европе, указала се нова прилика за Тереса, који се убрзо потом упустио у још један освајачки поход ка Трачком Херсонсу. Међутим, упавши у земљу Тина претрпео је грдан пораз који га је коштао живота много људи и целокупну комору. Након што су се Персијанци повукли и из Дориска 465. п. н. е., отвориће му се пут ка тзв. трачкој делти између Бизантиона и Салмидеса, што ће он, наравно, да искористи. Крајњи резултат тог похода јесте голема трачка држава под којом су се нашла многа трачка племена. Она се простирала од ушћа реке Дунав до доњих токова троречја Тунџе, Арде и Марице, и до грчких колонија на истоку и југоистоку.
Терес је преминуо почетком четрдесетих година 5. века п. н. е., у 92 години, оставивши за собом тројицу синова, од којих је засад двојици сачувано име. То су Спарадок и Ситалк I. Претпоставља се да га је овај први наследио.